# Superliga de Colombia
Die Superliga de Colombia ist ein seit 2012 ausgetragener Wettbewerb unter Obhut der Dimayor, bei dem Ende Januar die jeweiligen Meister der Apertura und Finalización des Vorjahrs der Kolumbianischen Fußballmeisterschaft in Hin- und Rückspiel aufeinandertreffen.

## Geschichte/Modus
Ende 2011 schlug der Präsident der Dimayor, Ramón Jesurún, zum ersten Mal die Austragung eines Supercups vor, der zwischen dem Pokalsieger und einem der beiden Meister der Categoría Primera A ausgetragen werden sollte. Im März 2012 beschloss die Dimayor in einer Sitzung dann die Austragung der Superliga, allerdings zwischen den beiden Meistern des Vorjahrs. Der Wettbewerb wird wie die Categoría Primera A, die Categoría Primera B und die Copa Colombia vom Getränkehersteller Postobón gesponsert. Der Sieger wird in Hin- und Rückspielen ermittelt, wobei die Mannschaft, die in der Gesamttabelle des Vorjahrs mehr Punkte erreicht hat, im Rückspiel Heimrecht hat. Gewinnt ein Verein beide Meisterschaften, tritt dieser gegen den bestplatzierten Verein der Gesamttabelle an.
Der Sieger wird durch Zusammenzählen der Tore aus Hin- und Rückspiel ermittelt. Steht es danach unentschieden, wird das Rückspiel durch ein Elfmeterschießen entschieden.
Die erste Superliga wurde im Juli 2012 ausgetragen und es gewann Atlético Nacional gegen Junior. Independiente Santa Fe war 2015 der erste Verein, der den Titel zum zweiten Mal gewann. 2016 konnte Atlético Nacional ebenfalls den Titel zum zweiten Mal gewinnen.
Von 2014 bis 2016 qualifizierte sich der Gewinner für die Copa Sudamericana. Ab 2017 ist keine Teilnahme an beiden internationalen Wettbewerben mehr möglich.
Mit dem dritten Titel im Januar 2017 wurde Santa Fe erneut alleiniger Rekordsieger der Superliga.

## Ergebnisse
| Jahr | Spielorte                                                                | Spielpaarung (Sieger fettgedruckt) | Spielpaarung (Sieger fettgedruckt) | Spielpaarung (Sieger fettgedruckt) | Spielpaarung (Sieger fettgedruckt) |
| Jahr | Spielorte                                                                | Meister Apertura                   |                                    | Meister Finalización               | Ergebnis                           |
| --- | ------------------------------------------------------------------------ | ---------------------------------- | ---------------------------------- | ---------------------------------- | ---------------------------------- |
| 2012 | Metropolitano Roberto Meléndez, Barranquilla Atanasio Girardot, Medellín | Atlético Nacional                  | –                                  | Junior                             | 3:1 3:0                            |
| 2013 | El Campín, Bogotá                                                        | Independiente Santa Fe             | –                                  | Millonarios                        | 2:1 1:0                            |
| 2014 | Pascual Guerrero, Cali Atanasio Girardot, Medellín                       | Atlético Nacional                  | –                                  | Deportivo Cali 1                   | 1:2 1:0 3:4 i. E.                  |
| 2015 | Atanasio Girardot, Medellín El Campín, Bogotá                            | Atlético Nacional                  | –                                  | Independiente Santa Fe             | 2:1 0:2                            |
| 2016 | Deportivo Cali, Palmira Atanasio Girardot, Medellín                      | Deportivo Cali                     | –                                  | Atlético Nacional                  | 0:2 0:3                            |
| 2017 | Atanasio Girardot, Medellín El Campín, Bogotá                            | Independiente Medellín             | –                                  | Independiente Santa Fe             | 0:0 0:1                            |
| 2018 | Atanasio Girardot, Medellín El Campín, Bogotá                            | Atlético Nacional                  | –                                  | Millonarios                        | 0:0 1:2                            |
| 2019 | Metropolitano Roberto Meléndez, Barranquilla Manuel Murillo Toro, Ibagué | Deportes Tolima                    | –                                  | Junior                             | 2:1 0:1 0:3 i. E.                  |
| 2020 | Metropolitano Roberto Meléndez, Barranquilla Pascual Guerrero, Cali      | Junior                             | –                                  | América de Cali                    | 1:2 2:0                            |
| 2021 | Pascual Guerrero, Cali El Campín, Bogotá                                 | América de Cali 2                  | –                                  | Independiente Santa Fe 2           | 1:2 2:3                            |
| 2022 | Manuel Murillo Toro, Ibagué Deportivo Cali, Palmira                      | Deportes Tolima                    | –                                  | Deportivo Cali                     | 1:1 1:0                            |
| 2023 | Hernán Ramírez Villegas, Pereira Atanasio Girardot, Medellín             | Deportivo Pereira                  | –                                  | Atlético Nacional                  | 0:1 3:4                            |
| 2024 | Metropolitano Roberto Meléndez, Barranquilla El Campín, Bogotá           | Junior                             | –                                  | Millonarios                        | 1:0 0:2                            |
| 1 Zweiter der Gesamttabelle                                                                                                  |                                                                          |                                    |                                    |                                    |                                    |
| 2 Meister der Finalrunde gegen den Ersten der Gesamttabelle, da nur eine Serie wegen der COVID-19-Pandemie ausgespielt wurde |                                                                          |                                    |                                    |                                    |                                    |

### Rangliste der Sieger
| Rang | Verein                 | Siege | Jahr(e)                |
| ---- | ---------------------- | ----- | ---------------------- |
| 1    | Independiente Santa Fe | 4     | 2013, 2015, 2017, 2021 |
| 2    | Atlético Nacional      | 3     | 2012, 2016, 2023       |
| 3    | Junior                 | 2     | 2019, 2020             |
| 3    | Millonarios FC         | 2     | 2018, 2024             |
| 4    | Deportivo Cali         | 1     | 2014                   |
| 4    | Deportes Tolima        | 1     | 2022                   |

## Rekorde
| Rang | Spieler             | Verein                    | Tore |
| ---- | ------------------- | ------------------------- | ---- |
| 1    | Jefferson Duque     | Atlético Nacional         | 4    |
| 2    | Jonathan Copete     | Atlético Nacional         | 3    |
| 2    | Luis Carlos Ruiz    | Atlético Nacional, Junior | 3    |
| 3    | Luis Carlos Arias   | Independiente Santa Fe    | 2    |
| 3    | Roberto Ovelar      | Millonarios FC            | 2    |
| 3    | John Pajoy          | Atlético Nacional         | 2    |
| 3    | Marco Pérez Murillo | Deportes Tolima           | 2    |
| 3    | Robin Ramírez       | Deportivo Cali            | 2    |
| 3    | Jhon Velásquez      | Independiente Santa Fe    | 2    |
| 3    | Carlos José Sierra  | América de Cali           | 2    |